# Olympische Winterspiele 2022/Eiskunstlauf – Eistanz
Der Eistanz bei den Olympischen Winterspielen 2022 wurde vom 12. bis zum 14. Februar im Hauptstadt-Hallenstadion in Beijing ausgetragen.

## Ergebnisse
| Rang | Paar                                         | Land               | Gesamtpunktzahl | Rhythmustanz | Rhythmustanz | Kürtanz            | Kürtanz            |
| ---- | -------------------------------------------- | ------------------ | --------------- | ------------ | ------------ | ------------------ | ------------------ |
| 1    | Gabriella Papadakis / Guillaume Cizeron      | Frankreich         | 226,98          | 90,83        | 1            | 136,15             | 1                  |
| 2    | Wiktorija Sinizina / Nikita Kazalapow        | ROC                | 220,51          | 88,85        | 2            | 131,66             | 2                  |
| 3    | Madison Hubbell / Zachary Donohue            | Vereinigte Staaten | 218,02          | 87,13        | 3            | 130,89             | 3                  |
| 4    | Madison Chock / Evan Bates                   | Vereinigte Staaten | 214,77          | 84,14        | 4            | 130,63             | 4                  |
| 5    | Charlène Guignard / Marco Fabbri             | Italien            | 207,05          | 82,68        | 7            | 124,37             | 5                  |
| 6    | Alexandra Stepanowa / Iwan Bukin             | ROC                | 205,07          | 84,09        | 5            | 120,98             | 8                  |
| 7    | Piper Gilles / Paul Poirier                  | Kanada             | 204,78          | 83,52        | 6            | 121,26             | 7                  |
| 8    | Olivia Smart / Adrián Díaz                   | Spanien            | 199,11          | 77,70        | 9            | 121,41             | 6                  |
| 9    | Laurence Fournier Beaudry / Nikolaj Sørensen | Kanada             | 192,35          | 78,54        | 8            | 113,81             | 11                 |
| 10   | Lilah Fear / Lewis Gibson                    | Großbritannien     | 191,64          | 76,45        | 10           | 115,19             | 9                  |
| 11   | Kaitlin Hawayek / Jean-Luc Baker             | Vereinigte Staaten | 189,74          | 74,58        | 11           | 115,16             | 10                 |
| 12   | Wang Shiyue / Liu Xinyu                      | China              | 184,42          | 73,41        | 12           | 111,01             | 12                 |
| 13   | Marjorie Lajoie / Zachary Lagha              | Kanada             | 181,02          | 72,59        | 13           | 108,43             | 13                 |
| 14   | Diana Davis / Gleb Smolkin                   | ROC                | 179,82          | 71,66        | 14           | 108,16             | 14                 |
| 15   | Juulia Turkkila / Matthias Versluis          | Finnland           | 173,88          | 68,23        | 16           | 105,65             | 15                 |
| 16   | Natálie Taschlerová / Filip Taschler         | Tschechien         | 168,32          | 67,22        | 17           | 101,10             | 17                 |
| 17   | Natalia Kaliszek / Maksym Spodyriev          | Polen              | 167,31          | 70,32        | 15           | 96,99              | 20                 |
| 18   | Tina Karapetjan / Simon Proulx-Sénécal       | Armenien           | 167,03          | 65,87        | 19           | 101,16             | 16                 |
| 19   | Maria Kasakowa / Georgi Rewia                | Georgien           | 164,33          | 67,08        | 18           | 97,25              | 19                 |
| 20   | Oleksandra Nasarowa / Maksym Nikitin         | Ukraine            | 162,87          | 65,53        | 20           | 97,34              | 18                 |
| 21   | Katharina Müller / Tim Dieck                 | Deutschland        | 65,47           | 65,47        | 21           | nicht qualifiziert | nicht qualifiziert |
| 22   | Misato Komatsubara / Tim Koleto              | Japan              | 65,41           | 65,41        | 22           | nicht qualifiziert | nicht qualifiziert |
| 23   | Paulina Ramanauskaitė / Deividas Kizala      | Litauen            | 58,35           | 58,35        | 23           | nicht qualifiziert | nicht qualifiziert |